# Społeczna Szkoła Baletowa w Częstochowie

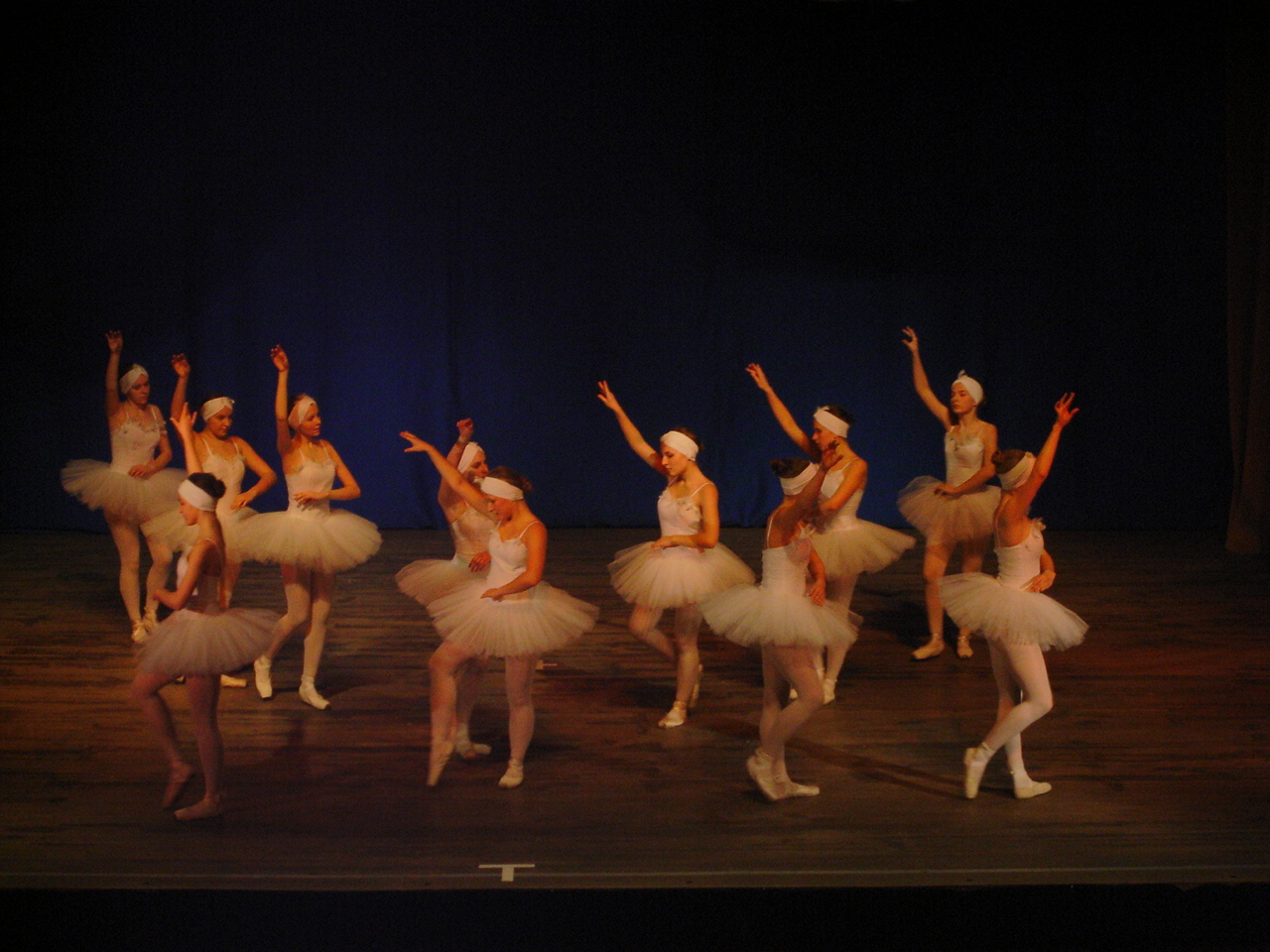
Balet Jezioro Łabędzie Piotra Czajkowskiego w wykonaniu uczniów szkoły 11 lutego 2005 roku w Filharmonii Częstochowskiej

Społeczna Szkoła Baletowa w Częstochowie, do 2005 Społeczne Ognisko Baletowe – szkoła baletowa założona w roku szkolnym 1958/1959 z inicjatywy aktora Teatru im. A. Mickiewicza Adama Nowakiewicza i jego żony, Jadwigi Nowakiewicz. Ma swoją siedzibę w budynku dworca PKP w Częstochowie.
Szkoła współpracuje z instytucjami kultury, bierze udział w występach i konkursach baletowych zarówno ogólnopolskich, jak i międzynarodowych. Aktualnie w szkole uczy się około 110 uczniów. Funkcję dyrektora sprawuje mgr Aneta Wojtyra.